# Antoni Janiszewski
Antoni Janiszewski herbu Strzemię (ur. 13 czerwca 1728, zm. 1786/) – kaznodzieja archikatedry lwowskiej, wykładowca etyki, jezuita, po zniesieniu zakonu był kanonikiem lwowskim i kijowskim.
Do zakonu wstąpił w 1749 roku, profesję czterech ślubów złożył w 1763 roku. W czasie konfederacji barskiej wygłosił antykrólewskie kazanie, za co został przez Rosjan wywieziony ze Lwowa.